# Kosta Bogdanović
Pour les articles homonymes, voir Bogdanović.
Kosta Bogdanović (en serbe cyrillique : Коста Богдановић ; né le 3 juin 1930 à Ilidža et mort le 9 octobre 2012 à Belgrade) est un sculpteur, historien de l'art, critique d'art et théoricien de l'art yougoslave puis  serbe.

## Biographie
Kosta Bogdanović a étudié la sculpture avec Sreten Stojanović entre 1958 et 1961 et est sorti diplômé en histoire de l'art de la Faculté de philosophie de Belgrade en 1962. Dès 1959, il a participé à de nombreuses expositions collectives en Yougoslavie et à l'étranger et il a tenu sa première exposition personnelle en 1964 à Belgrade.
De 1967 à 1994, il a travaillé comme conservateur et conseiller au Musée d'art contemporain de Belgrade, dont il a été le directeur de 1985 à 1987. En 1974, au sein de ce musée, il a fondé le Centre de culture visuelle et d'information.
Il a été membre de l'Association internationale des critiques d'art (AICA) et de l'Association des artistes de Serbie (ULUS) à partir de 1961.
Il est enterré dans l'Allée des Citoyens méritants du Nouveau cimetière de Belgrade.

## Réalisations

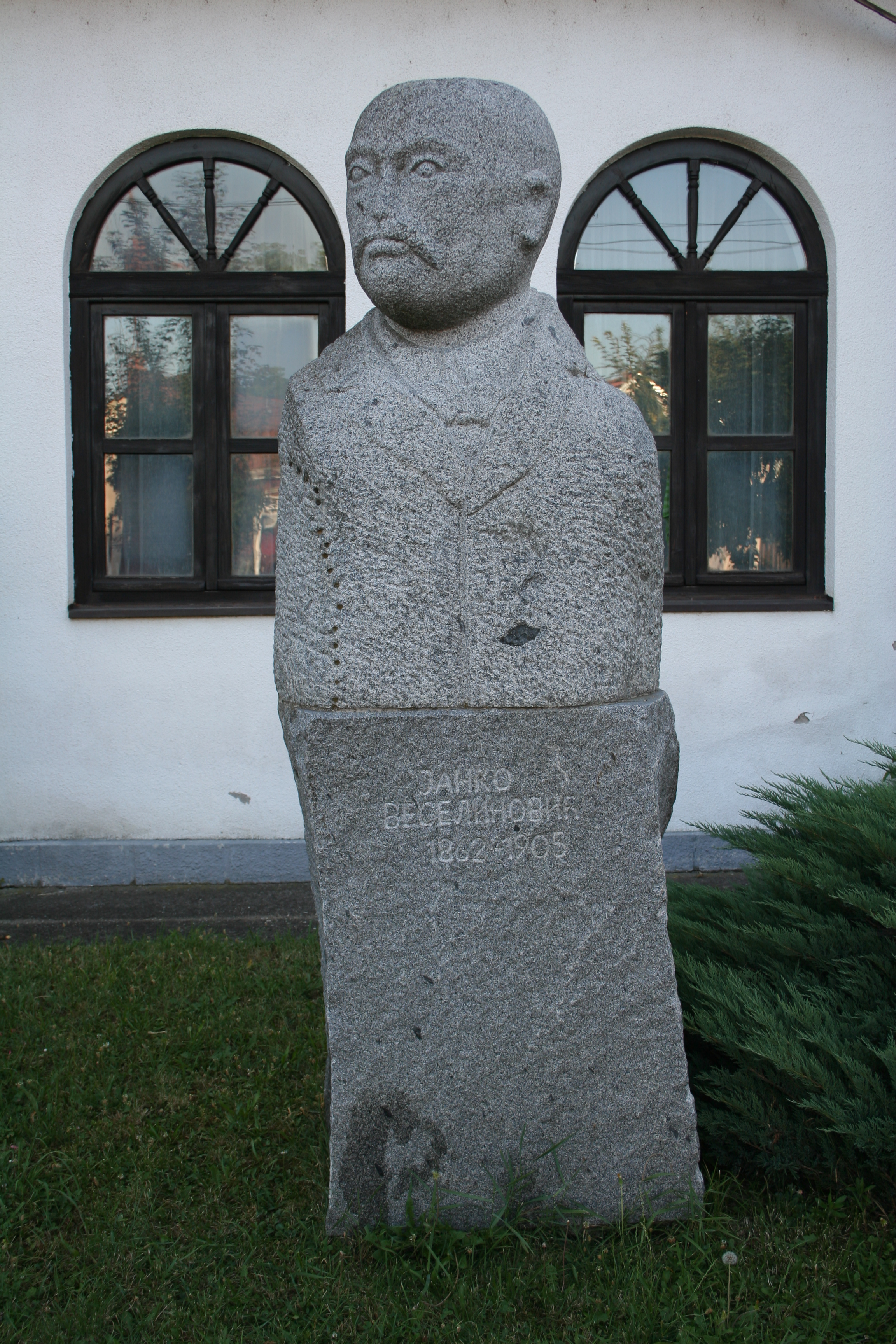
Buste de Janko Veselinović à Koceljeva.

- 1987 : Mémorial de Vuk Karadžić, Šabac
- 1987 : Le Pilier d'Héphaïstos, Split
- 1989 : Ingot, Zenica
- 1990 ; Est-ouest, Kikinda
- 1991 : Ingot I, Pančevo
- 1992 : Le chêne Granica, Šabac
- 1993 : Fontaine, Šabac
- 1994 : Sans nom, Majdanpek
- 1994 : Source, Vladimirci
- 1994 : 5 sculptures en pierre, Šabac
- 1994 :  Salutation au soleil I, Apatin
- 1994 : Salutation au soleil II, Apatin
- 1996 :  L'Arbre de la vie, Apatin
- 1996 : Buste de Janko Veselinović, Koceljeva
- 1997 :  La Porte du désir, Šabac
- 1997 : Buste de Milovan Glišić, Vladimirci
- 1999 : Lilith, Apatin
- 1999 : Lyre, Belgrade
- 2000 : Yeux, Pančevo
- 2000 : Forme sacrée, Kikinda
- 2005 : Ascension, Pančevo
- 2009 : Stećak, Musée Macura, Novi Banovci